# Irving Fazola
Irving Fazola, pseudonimo di Irving Henry Prestopnik (New Orleans, 10 dicembre 1912 – New Orleans, 20 marzo 1949), è stato un clarinettista jazz statunitense.

## Biografia

### Primi anni
Irving Henry Prestopnik è nato a New Orleans, Louisiana, Stati Uniti. Dopo aver ricevuto il soprannome "Fazola", lo usò come cognome. Influenzato in tenera età da Leon Roppolo, Fazola suonava professionalmente già dall'età di 15 anni.

### Carriera
A New Orleans lavorò con Sharkey Bonano, Candy Candido, Armand Hug e Louis Prima. Entrò nella band di Ben Pollack quando venne in città e si esibì con essa a Chicago e New York. Dopo un breve periodo con Glenn Miller e Gus Arnheim, Fazola divenne membro della band di Bob Crosby nel 1938. Raggiunse una certa fama con questa band, classificandosi come miglior clarinettista nei sondaggi della rivista DownBeat del 1940 e 1941. Dopo aver lasciato Crosby, lavorò in altri gruppi a Chicago, New York e New Orleans, incluso un periodo con George Brunies al Famous Door, prima di stabilirsi a New Orleans nel 1943. Anche se i musicisti gli dicevano che poteva trovare maggiore fama e fortuna a New York, risponbdeva loro che si sentiva più a suo agio nella sua città natale con il suo cibo meraviglioso, che mangiava in grandi quantità. Secondo Pete Fountain, Fazola beveva molto, il che contribuì al suo peso e alla sua morte prematura. Morì di infarto all'età di 36 anni nel 1949.
Fazola influenzò Fontana, il cui stile assomigliava a quello di Fazola e che sostituì Fazola all'Opera House la notte della sua morte. Fountain possedeva uno dei clarinetti di Fazola, ma disse che l'odore di aglio era così forte che era quasi impossibile da suonare. Il clarinetto era stato costruito con l'Albert System in cui le dita si allungano più che sul sistema Boehm utilizzato da Fountain. Il suono "legnoso" o "grasso" di Fountain derivava in parte da un boccaglio di cristallo simile a quello usato da Fazola.